# 寿町 (東京都府中市)
寿町（ことぶきちょう）は、東京都府中市の地名。現行行政町名は寿町一丁目から寿町三丁目。郵便番号は183-0056（武蔵府中郵便局管区）。

## 地理
府中市の中部に位置する。北から時計回りに晴見町、幸町、府中町、宮町、宮西町、片町、美好町、日鋼町及び東芝町に隣接する。

## 歴史
1889年（明治22年） の町村制施行から府中市発足までは北多摩郡府中町にあたる区域に属していた。1954年（昭和29年）4月1日に府中市成立により府中市の一部となり、1959年（昭和34年）に大字府中（府中町域が転換）の一部より成立した。

## 世帯数と人口
2018年（平成30年）1月1日現在の世帯数と人口は以下の通りである。
| 丁目       | 世帯数    | 人口    |
| ---------- | --------- | ------- |
| 寿町一丁目 | 281世帯   | 481人   |
| 寿町二丁目 | 616世帯   | 1,120人 |
| 寿町三丁目 | 531世帯   | 929人   |
| 計         | 1,428世帯 | 2,530人 |

## 小・中学校の学区
市立小・中学校に通う場合、学区は以下の通りとなる。
| 丁目       | 番地 | 小学校         | 中学校         |
| ---------- | ---- | -------------- | -------------- |
| 寿町一丁目 | 全域 | 府中第一小学校 | 府中第一中学校 |
| 寿町二丁目 | 全域 | 府中第一小学校 | 府中第一中学校 |
| 寿町三丁目 | 全域 | 府中第一小学校 | 府中第四中学校 |

## 交通

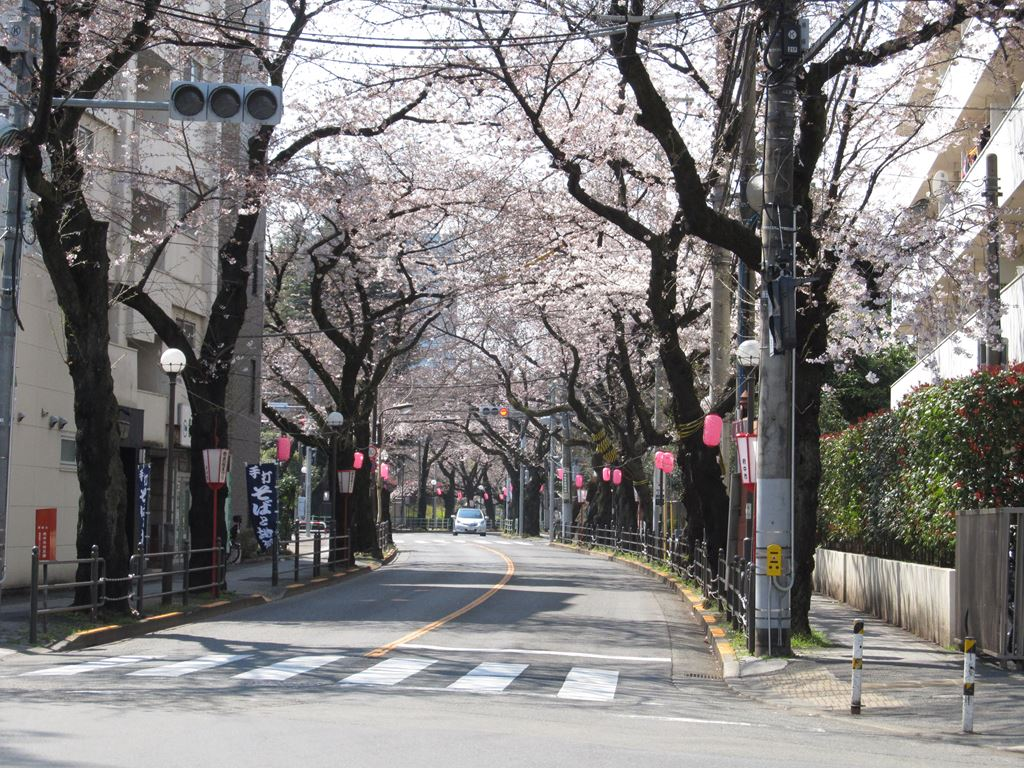
桜通り

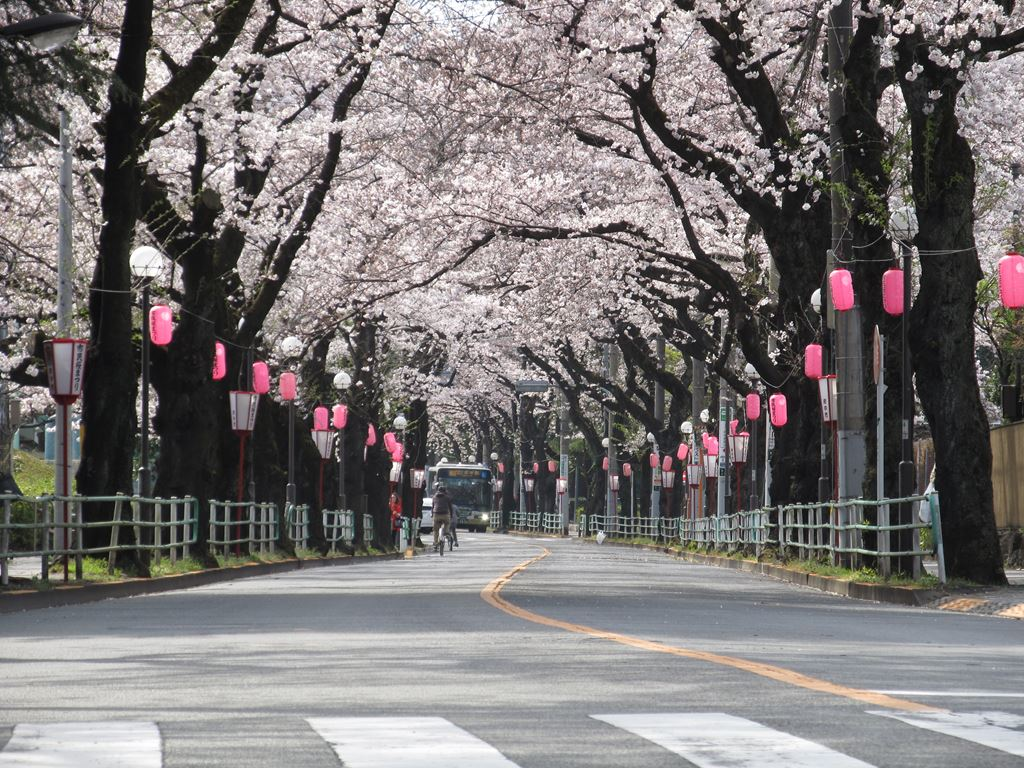
桜通り

### 鉄道
京王電鉄京王線・東日本旅客鉄道（JR東日本）武蔵野線が地内を通るが駅は設置されていない。京王線府中駅・分倍河原駅、JR線北府中駅・府中本町駅が利用圏内にある。

### 道路
- 国道20号（甲州街道）
- 東京都道17号所沢府中線（府中街道）
- 東京都道133号小川山府中線（国分寺街道）
- 市道けやき並木通り
- 桜通り
- 下河原緑道(旧下河原線用地)

## 施設
- 武蔵府中郵便局
- 東京都立農業高等学校
- 府中市立府中第一小学校
- 寿中央公園（庭球場・蓮池・プール）
- 府中消防署本署